# Histoire des Juifs en Biélorussie
L’histoire des Juifs en Biélorussie paraît commencer au XIVe siècle avec l’installation des premiers juifs dans le grand-duché de Lituanie qui comprenait alors la Biélorussie. Après plus de cinq siècles d'une histoire importante sur les plans économique, culturel et religieux, la Shoah entraine leur quasi-disparition après leur regroupement forcé dans les ghettos locaux et leur déportation dans les camps d'extermination nazis, conformément aux plans de la « solution finale » et du Generalplan Ost. Ceux des Juifs qui l'ont pu ayant pris les armes pour résister, une petite population juive subsiste en Biélorussie soviétique mais finit par disparaître presque totalement par émigration ou assimilation dans les dernières années de l'Union soviétique et après l'indépendance de la Biélorussie. 

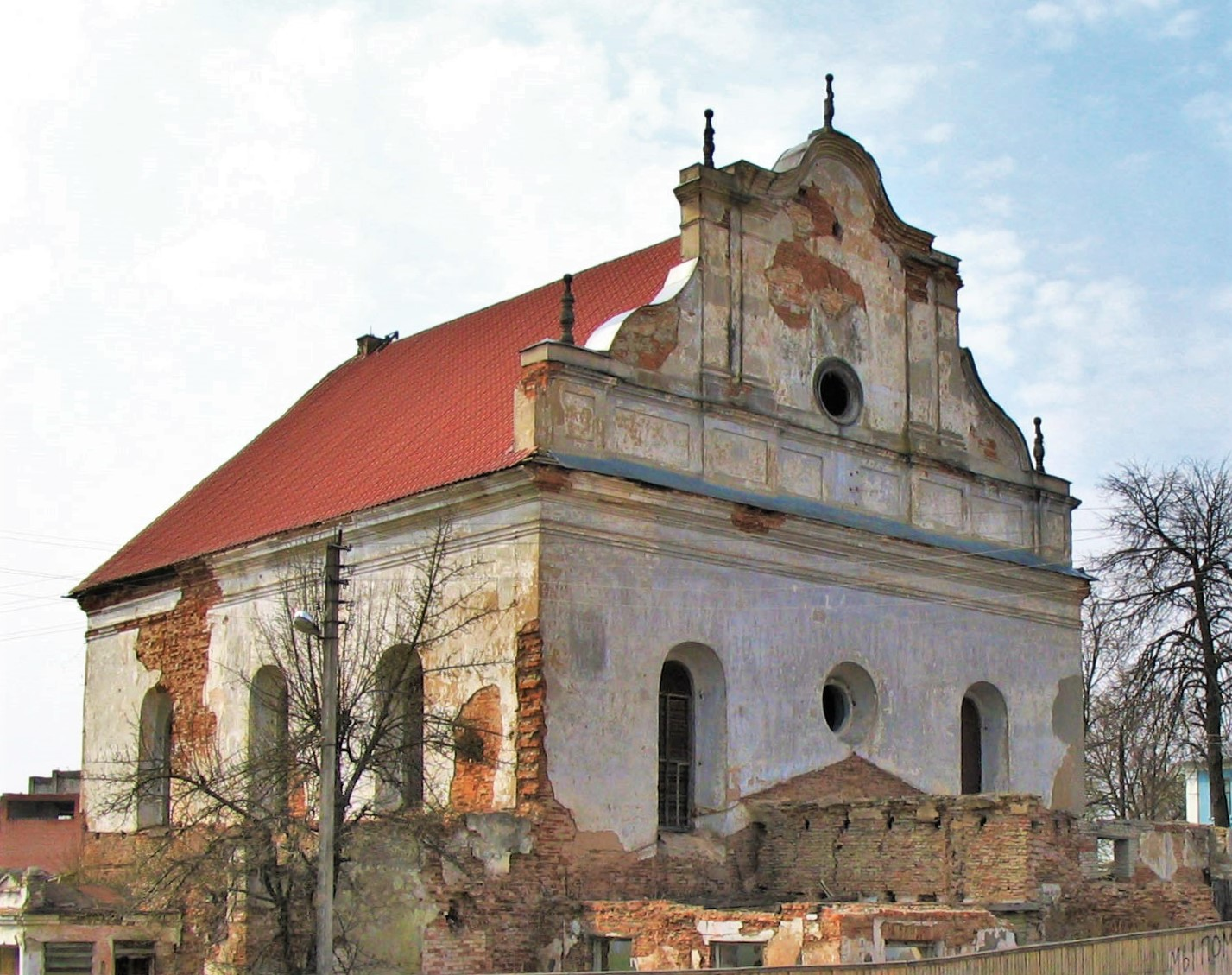
Ruines de la synagogue baroque de Slonim (XVIIIe siècle).

## Histoire

### Établissement des Juifs dans le grand-duché de Lituanie
Les premiers Juifs du grand-duché de Lituanie (incluant alors la Biélorussie) semblent être des marchands ashkénazes venus d'Occident au XIVe siècle pour s'établir à Brest-Litovsk. Le premier document attestant  de l'installation de Juifs sur le territoire de l'actuelle Biélorussie remonte au 24 juin 1388, quand le prince lituanien Vytautas le Grand publia à Loutsk un décret accordant aux Juifs de Brest-Litovsk le droit d'encourager l'immigration.
C'était un décret semblable à celui édicté par le prince Boleslas le Pieux en 1264. Mais celui de Vytautas le Grand posait les principes de l'installation à demeure des Juifs dans le grand-duché de Lituanie. Pour le meurtre d'un Juif, il fixait une peine identique à celle du meurtre d'un membre de l'aristocratie polonaise. Le décret autorisait les Juifs à pratiquer leurs rites librement, à affermer des domaines agricoles, à s'occuper d'opérations financières et de prêts sur gage. Il leur était permis de s'occuper de tout bien meuble, à l'exception des objets des cultes chrétiens et ceux « liés au sang » (monuments funéraires, cimetières). De plus, suivant en cela les instructions du pape, Vytautas le Grand interdisait par son décret de calomnier les Juifs par des accusations de meurtres rituels. Ce décret instaurait aussi l'autonomie des communautés juives et leur protection.
Le 18 juin 1389 un décret fut également édicté pour les Juifs de Grodno. Ce document établissait les frontières dans lesquelles les communautés juives pouvaient s'installer, exonérait d'impôts fonciers les synagogues et les cimetières juifs, et organisait légalement les relations commerciales dans la ville. Beaucoup de Juifs installés dans le territoire de l'actuelle Biélorussie avaient été bannis d'Europe occidentale, et des patronymes comme Erlikman, Gershgorn, Gordon, Gunzberg, Heilprin, Hollander ou Zarfater témoignent d'origines allemandes, anglaises, néerlandaises ou françaises. Par tradition, beaucoup étaient artisans, marchands, transporteurs, prêteurs, affermeurs, mais d'autres s'occupaient de sciences, de technologie et de l'art de guérir, sans oublier les recherches spirituelles, littéraires et historiques menées dans les schoul. Des crises d'intolérance religieuse ont parfois lieu : en 1495, sous l'influence du clergé catholique, les Juifs refusant la conversion au christianisme sont expulsés de Lituanie... pour y être rappelés dès 1503. D'autres communautés se créent au XVe siècle en Biélorussie à Grodno (1436), Novogrudok (1445), Kobrin (1456), Minsk (1489) et Pinsk (1506).
La communauté se développe au XVIe siècle sous l'administration polono-lituanienne mais la soulèvement de Khmelnytsky et les guerres du XVIIe siècle mettent fin à cette prospérité. Par ailleurs l'affermage des domaines de l'aristocratie polonaise catholique par des juifs, dresse contre les propriétaires et contre les affermeurs les serfs orthodoxes et les cosaques qui se posent en défenseurs de ces derniers, alimentant ainsi un antisémitisme déjà véhiculé par les popes. En 1760, 62 800 Juifs vivent en Biélorussie.
Sur le plan religieux, c'est en Biélorussie que naît au XVIIIe siècle un mouvement hassidique particulier, le hassidisme Haba'd ou Loubavitch. Les Hassidim se heurtent à l'opposition des Mitnagdim, proches du Gaon de Vilna opposé au mysticisme hassidique. Dans les petits bourgs de Biélorussie apparaît alors un style de vie particulier, avec ses traditions propres et son dialecte, le yiddish du nord-est.

## Établissement des juifs de Biélorussie à demeure dans la zone de résidence
En 1791, quand la Biélorussie fut incorporée à l'Empire russe, ce dernier créa la « zone de résidence » pour obliger les Juifs « hérités » de l'administration polono-lituanienne à rester dans le territoire pris à celle-ci, soit dans les « gouvernements » les plus occidentaux de l'Empire. Pour pouvoir en sortir et essaimer ailleurs, des conditions particulières étaient exigées. Cela privait entre autres les étudiants de l'accès aux hautes écoles de Moscou et Saint-Pétersbourg sauf obtention d'un passe-droit. De plus certains ukases interdisant aux Juifs de posséder de la terre ou d'affermer des domaines, privèrent de nombreuses communautés de leurs revenus et provoquèrent l'apparition de la pauvreté parmi les Juifs de l'Empire russe. Néanmoins, leur population en Biélorussie continua d'augmenter : ils étaient 725 548 en 1897. Les Juifs constituaient alors dans toutes les villes et villages de la Biélorussie une part importante de la population. Selon le recensement de l'Empire russe de 1897, se déclaraient de confession juive :
- dans le Gouvernement de Vilna — 204 686 personnes sur un total de 1 591 207 habitants ce gouvernement[7], c'est-à-dire 12,8%
- dans le Gouvernement de Vitebsk — 175 629 des 1 489 246 habitants de ce gouvernement[8], c'est-à-dire 11,8%.
- dans le Gouvernement de Grodno — 280 489 des 1 603 409[9], c'est-à-dire 17,5%.
- dans le Gouvernement de Minsk — 345 015 des 2 147 621[10], c'est-à-dire 16 %.
- dans le Gouvernement de Moguilev — 203 946 des 1 686 764[11], c'est-à-dire 12,1%.

## Situation des Juifs durant la période soviétique

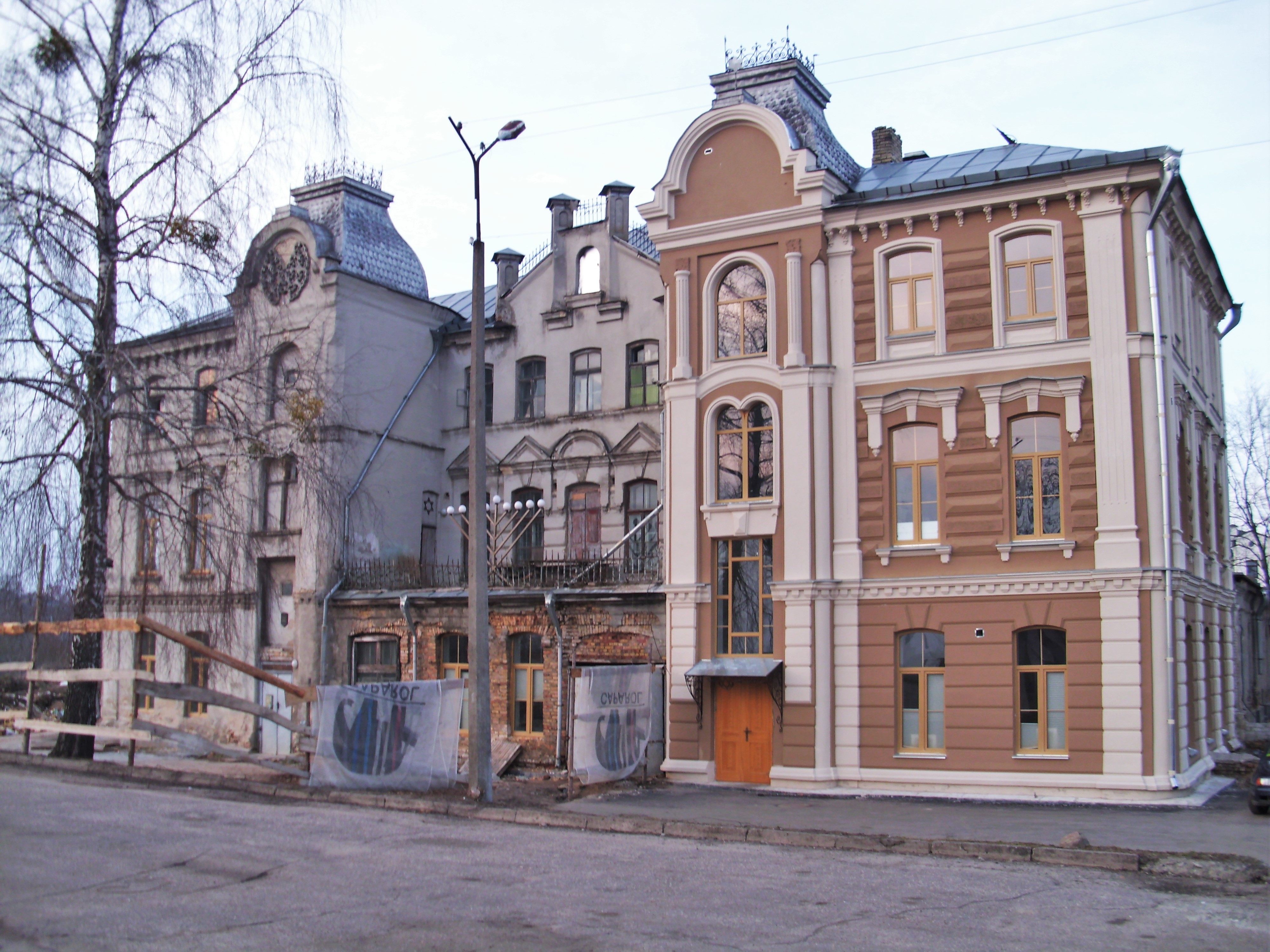
Restauration en 2012 de la grande synagogue chorale de Hrodna, datant du XVIe siècle.

Au début du XXe siècle, la communauté juive biélorusse était dominée par les Mitnagdim traditionalistes, bien plus nombreux que les Hassidim mystiques. Toutefois, il s'y développa aussi un important mouvement laïc et socialiste dit « bundiste ». Après la révolution d'Octobre, les institutions cultuelles sont supprimées et remplacées par des institutions culturelles. Alors que les partis juifs et les organisations sionistes sont contraints, au début des années 1920, d'entrer dans la clandestinité, le gouvernement communiste, qui cherche à abolir tout groupe susceptible de constituer une opposition, dissout le « Conseil des nationalités ». L'organisme officiel responsable des Juifs : le KOMZET, le remplace, bientôt secondé par l’OZET en janvier 1925, pour disperser les Juifs dans les campagnes : de 1923 à 1938, l'Union soviétique transforme ses schtetlech (villages agricoles juifs) en kolkhozes. Mais beaucoup reviennent en ville : en 1926, il y avait 53 686 Juifs à Minsk (40,8 % de la population) et en 1939, 70 998 Juifs (29,7 % de la population).
Toutefois de 1920 jusqu'au début des années 1930, le yiddish fut une des quatre langues officielles de l'État en république socialiste soviétique de Biélorussie avec les langues russe, biélorusse et polonaise. Il existait des écoles juives, la culture était diffusée en yiddish. À l'Institut biélorusse de la culture (devenu plus tard l'Académie des sciences de Biélorussie), il existait une section yiddish. La population juive représentait une minorité importante en Biélorussie en 1939 : lors de la réunion de la partie polonaise à l'URSS, conforme au pacte germano-soviétique, la population totale des deux parties du pays (orientale et occidentale) représentait environ 9 050 000 habitants dont 10,5% soit 950 000 étaient des Juifs. À cause des changements de frontières, des nombreux réfugiés venus de la partie de la Pologne occupée par les nazis, de la fuite d'autres vers des régions plus orientales de la Russie lors de l'attaque allemande contre l'URSS, ces chiffres sont approximatifs.

## Seconde Guerre mondiale

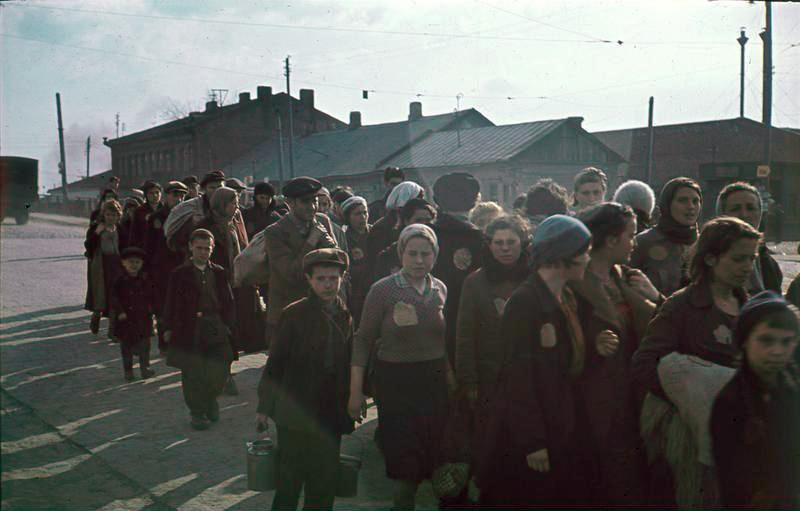
Rafle de Juifs à Minsk, 1941

Le 22 juin 1941, la Biélorussie est envahie très rapidement par la Wehrmacht. La Seconde Guerre mondiale est pour le pays un terrible désastre : aucun des belligérants ne respecte les conventions de Genève et les civils sont massacrés en masse comme « sous-hommes », soit en tant que Slaves, soit en tant que Juifs. La population est réduite de 25 % et les grandes villes sont presque entièrement détruites. Le nombre des victimes varie selon les sources : 620 000 morts militaires et 1 670 000 victimes civiles en Biélorussie, soit au total 2 290 000 victimes pour une population de 9 050 000 pour toute la Biélorussie pour Vadim Erlikman ; ce qui représente 8,6% par rapport à l'ensemble des morts de la population de l'URSS pendant la guerre, soit 26 600 000 personnes : un million de civils tués et 700 000 prisonniers de guerre soviétiques pour le dictionnaire de la Shoah.
Entre 500 000 et 800 000 Juifs moururent pendant la guerre dans les ghettos de Biélorussie à la suite de la faim, des conditions d'hygiène, des fusillades, des déportations en vue de massacres commis par les nazis.

### Les massacres de juifs
Contrairement à ce qui s'est passé en Ukraine ou en Lituanie, il n'y a pratiquement pas eu de pogrom anti-juifs de la part des populations locales à l'arrivée des Allemands, car les Biélorusses n'avaient pas une identité nationale polonaise ou lituanienne même dans les territoires ayant appartenu à ces états, de sorte qu'ils n'ont pas accusé les juifs locaux d'avoir participé, volontairement ou non, aux campagnes du NKVD de « dépistage » et d'arrestations à l'encontre des ex-fonctionnaires polonais ou lituaniens et des prêtres catholiques.
Les premières exécutions de masse de Juifs sont donc dues à l'Einsatzgruppe B. Elles commencent à la fin du mois de juillet 1941. Entre le 5 et le 8 août 10 000 Juifs sont massacrés à Pinsk. À la fin du mois d'août, les massacres s'intensifient autour de Moguilev, de Minsk et dans la région de Vitebsk.
En mars 1942, une nouvelle vague de massacres est déclenchée. Elle continue jusqu'au mois d’août et coûte la vie à plus de 110 000 Juifs. Entre septembre et octobre 1942, presque tous les Juifs du sud-ouest de la Biélorussie sont assassinés dans une vague d'exécution de grande ampleur.

### Les ghettos de Biélorussie
Dès la mi-juillet 1941, une partie de la population juive est regroupée dans des ghettos. Le ghetto de Minsk était un des plus grands ghettos juifs de la Seconde Guerre mondiale. Dès le mois d'octobre, les habitants des ghettos à l'arrière des troupes armées allemandes sont exterminés. Ces ghettos regroupèrent dans des conditions inimaginables d'inconfort, de froid, de famine et de vermine jusqu'à 100 000 Juifs. Environ 80 000 Juifs de Minsk et des environs moururent dans ce ghetto de Minsk au cours de la guerre,,. La majorité des juifs des ghettos de la région de Białystok (la plupart du ghetto de Białystok), soit environ 100 000 personnes est déportée vers Auschwitz et Treblinka en novembre 1942. Le transfert des Juifs dans les ghettos a eu pour corollaire le pillage de leurs maisons par les populations locales elles-mêmes soumises aux réquisitions et persécutions nazies, et donc peu enclines à les aider. Or, sans l'aide des populations, les Juifs ne pouvaient survivre longtemps dans les forêts, même quand ils parvenaient à s'enfuir du ghetto.

### Résistance et collaboration
Raul Hilberg signale qu'en Biélorussie, l'Einsatzgruppe B observa que la population chrétienne, quels que fussent ses sentiments, n'était tout simplement pas en état d'agir de son propre gré ni pour aider les Juifs, ni pour participer à leur extermination. L'historiographie soviétique et communiste pour laquelle la religion, opium du peuple, ne compte pas, insiste sur la fraternité d'armes entre partisans soviétiques (juifs ou non) et populations civiles ; l'historiographie nationaliste distingue au contraire les populations selon leur religion, avec une certaine tendance à considérer que tout Juif a été un communiste et un collaborateur du NKVD, et que tout chrétien a été un antisémite et un collaborateur des nazis.
En fait, certains Biélorusses comme les partisans Bielski ou le groupe de Macha Brouskina ont résisté à l'envahisseur, d'autres ont soutenu l'occupant (voyant en lui une force capable de les préserver du Stalinisme) allant jusqu'à former une 30e division SS de grenadiers le 18 août 1944, mais la plupart ont simplement essayé d'éviter de se faire tuer.
Les partisans Bielski parvinrent à faire s'échapper 1 200 Juifs du ghetto de Novogroudok et du ghetto de Lida.
Minsk est libérée le 13 juillet 1944 par les Soviétiques et l'ouest de la Biélorussie peu de temps après, lors de l'opération Bagration.

## Après la Seconde Guerre mondiale

### Statistiques sur la population de Minsk
En 1959, les Biélorusses représentaient 63,3 % des habitants  de Minsk, la capitale du pays. Venaient ensuite les Russes (22,8 %), les Juifs (7,8 %), les Ukrainiens (3,6 %), les Polonais de Biélorussie (1,1 %) et les Tatars (0,4 %). Le nombre de Juifs était de 38 842 sur une population totale de 509 667 habitants. L'exode rural des Biélorusses changea beaucoup ces données et ils représentaient 68,4 % des Minskois en 1979. Le nombre des Juifs diminue et de 135 000 en 1979 ils sont passés à 112 000 en 1989.

## Les Juifs biélorusses depuis l'indépendance

### En Biélorussie

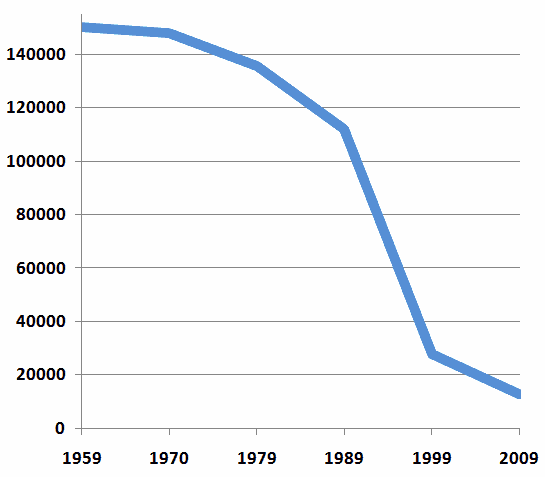
Nombre de Juifs en Biélorussie suivant les recensements.

Depuis les années 1990 et l’indépendance de la Biélorussie, on observe en même temps un renouveau de la vie juive (arrivée d'un premier rabbin en 1992, ouverture d'écoles juives, réappropriation de synagogues) et une diminution du nombre de Juifs à la suite de l'émigration. C'est surtout au moment de l'indépendance du pays : en 1999 ils sont passés à 28 000 personnes soit quatre fois moins que dix ans auparavant, et en 2009 le chiffre a encore diminué jusqu'à 12 926 habitants juifs. Les Juifs, autrefois très nombreux, sont estimés à seulement 10 000 personnes pour l'ensemble du pays au XXIe siècle, dont la moitié dans la capitale. Nombre d'entre eux ont émigré en Israël, aux États-Unis ou encore en Allemagne. Le recensement de 1999 révèle que, cette année, les Biélorusses représentaient 79,3 % des habitants de Minsk. Suivaient les Russes (15,7 %), les Ukrainiens (2,4 %), les Polonais (1,1 %) et les Juifs (0,6 %, soit 10 141 habitants juifs).
Le recensement de 2009 révèle que, cette année, les Biélorusses représentaient 85,73 % des habitants de Minsk. Suivaient les Russes (10,8 %), les Ukrainiens (1,6 %), les Polonais (0,7 %) et les Juifs (0,3 %). À minsk, ces derniers sont 5 187 personnes sur un total de 1 697 340 habitants.

### En Israël
En même temps, le nombre des Juifs biélorusses s'accroît dans l'association des rapatriés en Israël : de source gouvernementale biélorusse, environ 130 000 personnes d'origine biélorusse vivent en Israël. Selon des informations provenant de la communauté juive, les Juifs estiment le nombre des Biélorusses d'origine à un chiffre variant de 30 000 à 50 000. Toutefois la grande majorité des Juifs ne semblent pas être des pratiquants religieux réguliers. D'autres sources citent des chiffres plus élevés en ce qui concerne les pratiquants d'origine biélorusse allant jusqu'à 60 000 personnes.

### Lieux du culte
Il existe 6 synagogues dont 2 à Minsk, et 19 ministres du culte les desservent. Le plus grand nombre d'entre eux vit à Minsk  et dans les régions centrales de la république mais encore à Baranavitchy, Babrouïsk, Mazyr, Pinsk et Polotsk. Les Juifs de Biélorussie ne vivent pas seulement dans le pays même mais aussi dans le monde entier, appartenant à plusieurs tendances du judaïsme.
Dans la république, il existe une Union des Juifs présidée par Léonide Levine, et une Union religieuse juive dirigée par Youri Dorne. Cette association maintient des liens étroits avec le « Centre Israélien de la culture » et l'American Jewish Joint Distribution Committee.

## Liens
- Еврейские общины Беларуси / interfax.by /
- ЭЕЭ|10487|Белоруссия
- "Брит Хадаша" — еврейская мессианская община г. Минска.
- Авторский проект Александра Фридмана «История евреев Беларуси».
- Большевизм и евреи 1920-е
- Belarus ShtetLinks Index
- Leonid Smilovitski, Ph.D. A Demographic Profile of the Jews in Belorussia, 1939-1959 Diaspora Research Institute, Lester and Sally Entin Faculty of the Humanties, Tel Aviv University
- BCRFJ*
- Brit Hadasha